# Bolitophilidae
Famille
Les Bolitophilidae sont une famille d'insectes diptères nématocères.

## Liste des genres
Selon BioLib (5 mai 2019) :
- genre Bolitophila Meigen, 1818
- genre Mangas Kovalev, 1986 †

## Publication originale
- (en) J. R. Malloch, « A preliminary classification of Diptera, exclusive of Pupipara, based upon larval and pupal characters, with keys to imagines in certain familis. Part 1 », Bulletin of the Illinois State Laboratory of Natural History, Bloomington, Inconnu, vol. 12,‎ 1917, p. 161-409 (OCLC 1308439, lire en ligne).